# Taufkirchen an der Pram
Taufkirchen an der Pram ist eine Marktgemeinde in Oberösterreich im Bezirk Schärding  im Innviertel mit 2947 Einwohnern (Stand 1. Jänner 2024).

## Geografie
Taufkirchen an der Pram liegt auf 338 m Höhe im Innviertel. Die Ausdehnung beträgt von Nord nach Süd 7,9 km, von West nach Ost 6 km. Die Gesamtfläche beträgt 29,2 km², 11,6 % der Fläche sind bewaldet, 78,8 % der Fläche sind landwirtschaftlich genutzt.

### Gemeindegliederung
Das Gemeindegebiet umfasst folgende 38 Ortschaften (in Klammern Einwohnerzahl Stand 1. Jänner 2024):
- Aichberg (15)
- Aichedt (29)
- Bachschwölln (190) samt Gmeinau
- Baumgarten (6)
- Berg (6)
- Berndobl (32)
- Brauchsdorf (46)
- Brunedt (12)
- Eggenberg (21)
- Feicht (7)
- Furth (64)
- Furth-Pfaffing (4)
- Gadern (194)
- Gmeinau (76)
- Haberedt (39)
- Höbmannsbach (66)
- Höbmannsdorf (22)
- Holzing (100)
- Igling (32)
- Jechtenham (77) samt Oberjechtenham und Unterjechtenham
- Kalchgrub (0)
- Kapelln (89)
- Kleinwaging (10)
- Laufenbach (182) samt Gmeinau
- Leoprechting (153)
- Maad (55)
- Oberpramau (28)
- Pfaffingdorf (9)
- Pram (25)
- Schratzberg (19)
- Schwendt (136)
- Sonndorf (2)
- Taufkirchen an der Pram (820)
- Unterpramau (24)
- Wagholming (18)
- Wimm (136)
- Windten (72)
- Wolfsedt (131) samt Reiset

Die Gemeinde besteht aus den Katastralgemeinden Brauchsdorf, Höbmannsbach, Igling, Laufenbach, Schwendt und Taufkirchen an der Pram.
Die Gemeinde liegt im Gerichtsbezirk Schärding.

### Nachbargemeinden
|                   | Rainbach                                    |           |
| St. Florian       | Kompassrose, die auf Nachbargemeinden zeigt | Diersbach |
| St. Marienkirchen | Eggerding                                   | Andorf    |

## Geschichte

### Überblick
Die Hügelgräber im Lindetwald (Gemeinde St. Florian am Inn) zeugen von der vorgeschichtlichen Besiedlung des Gebietes um Taufkirchen an der Pram.
Der im Jahr 1160 erstmals urkundlich erwähnte Ort war bis 1779 bayrisch und kam nach dem Frieden von Teschen mit dem Innviertel (damals Innbaiern) zu Österreich. Während der Napoleonischen Kriege wieder kurz königlich bayrisch, gehört er seit 1814 endgültig zu Österreich ob der Enns.
Nach dem Anschluss Österreichs an das Deutsche Reich am 13. März 1938 gehörte der Ort zum Gau Oberdonau. 1945 erfolgte die Wiederherstellung Oberösterreichs.
Zum Markt wurde Taufkirchen am 1. Februar 2010 erhoben. Am 23. Mai 2010 wurde in einem Fest mit Festzug und Festgottesdienst am Taufkirchner Gemeindeplatz das 850-jährige Bestehen des Ortes gefeiert. Diese Feier war zugleich Markterhebungsfeier.

### Einwohnerentwicklung
1991 hatte die Gemeinde laut Volkszählung 2.957 Einwohner, 2001 dann 2.938 Einwohner. Der Rückgang erfolgte trotz positiver Geburtenbilanz, da die Abwanderung stärker war. Auch in der nächsten Dekade war die Wanderungsbilanz negativ, sodass die Bevölkerungszahl auf 2.926 Personen im Jahr 2011 sank.

## Kultur und Sehenswürdigkeiten

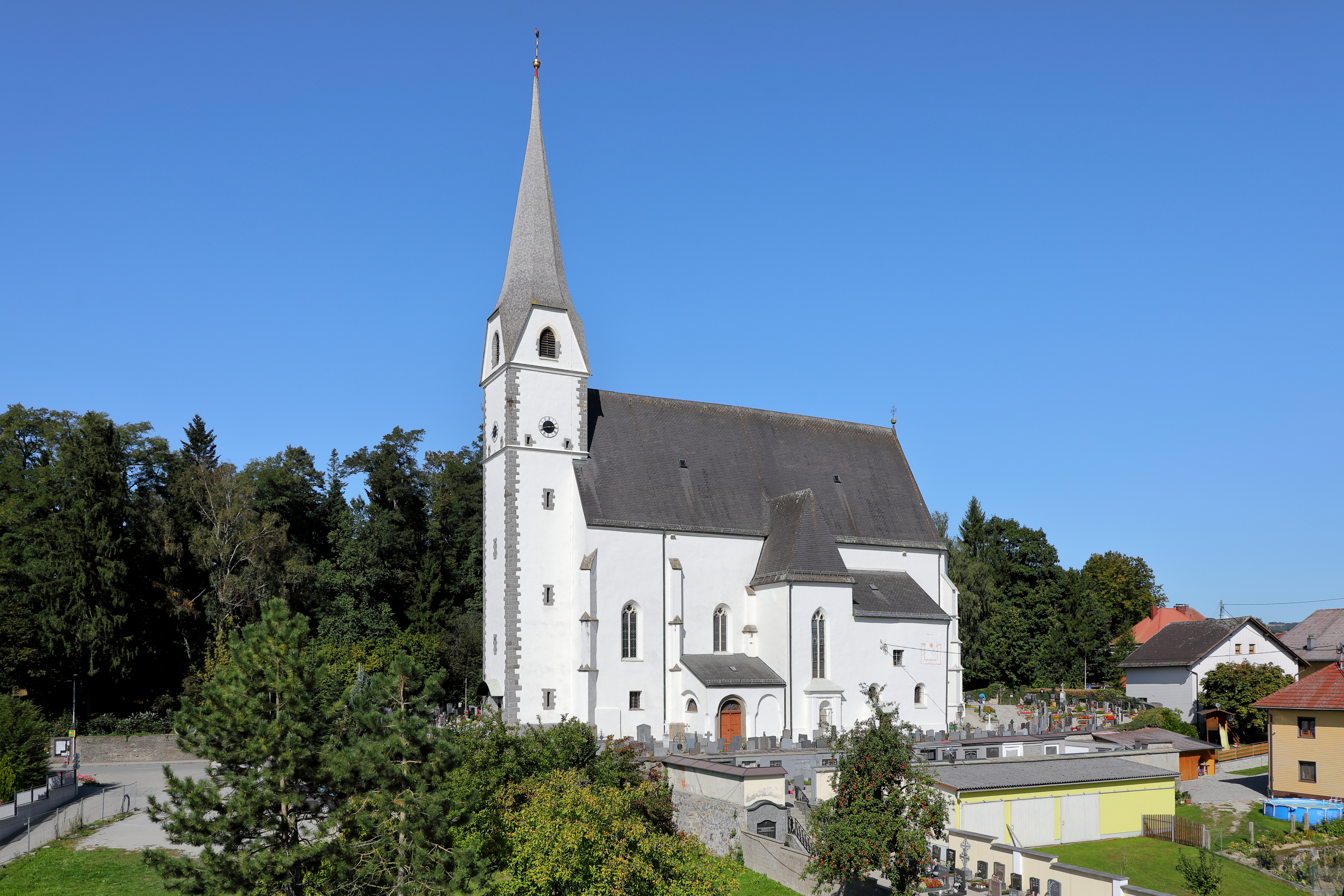
Röm.-kath. Pfarrkirche Mariä Verkündigung

- Pfarrkirche Taufkirchen an der Pram

Eine auf einem Hügel situierte gotische Kirche, die nach der Mitte des 15. Jahrhunderts vermutlich durch den Baumeister Stephan Krumenauer erbaut wurde. Der Turm stürzte 1922 ein und wurde 1923 in der alten Form wieder aufgebaut.
- Filialkirche hl. Laurentius in Wagholming
- Museum in der Schule: Österreichs einziges Museum in einer Schule mit sieben Themenfeldern: Pramlandschaft – Glaube und Aberglaube – Beleuchtung – Erdölfund in Taufkirchen – Milchwirtschaft – Imkerei – Orts- und Regionalgeschichte und mit einem großen Glasfenster von Margret Bilger sowie einer Musikinstrumentensammlung.
- Bilger-Breustedt-Haus: Ein Museum über die österreichische Künstlerin Margret Bilger und ihren Mann, den deutschen Bauhauskünstler Hans Joachim Breustedt
- Handwerksmuseum: Handwerksberufe wie Schuster, Schneider, Sattler, Schmied, Seiler und Wagner waren im 19. und 20. Jahrhundert im Dorf Laufenbach angesiedelt. In den ca. 300 Jahre alten Holzhäusern im Handwerksmuseum in Laufenbach sieht man, wie diese Handwerker damals lebten und arbeiteten.
- Radiomuseum: Das gesamte Repertoire der mechanischen Musikaufzeichnung ist hier im Radiomuseum ausgestellt.

## Wirtschaft und Infrastruktur
Von überregionaler Bedeutung ist die Lorenz Shoe Group AG, die ihren Unternehmenssitz in Taufkirchen hat. Hier arbeiten 200 von 1200 Mitarbeitern der Unternehmensgruppe. Mit den Marken „Högl“, „Ganter“ und „Hassia“ wird laut eigenen Angaben ein Umsatz von mehr als 80 Mio. EUR im Jahr erwirtschaftet.
Der Schärdinger Molkereiverband betrieb in Taufkirchen ein Werk für die Herstellung von Trockenmilchprodukten der Marke Taumil, außerdem wurde hier die Schärdinger Sommerbutter hergestellt, sodass sich diese Molkerei schließlich zum zweitgrößten Buttereibetrieb in Österreich entwickelte. Nach dem Niedergang des AMF-Konzerns wurde die Molkerei Taufkirchen 2001 geschlossen und ihre Aufgaben von der Molkerei Aschbach übernommen.

### Verkehr
Der Bahnhof Taufkirchen an der Pram liegt an der Bahnstrecke Wels–Passau.

## Politik

### Gemeinderat
Der Gemeinderat hat 25 Mitglieder.
- Mit den Gemeinderats- und Bürgermeisterwahlen in Oberösterreich 2003 hatte der Gemeinderat folgende Verteilung: 11 ÖVP, 10 SPÖ und 4 FPÖ.
- Mit den Gemeinderats- und Bürgermeisterwahlen in Oberösterreich 2009 hatte der Gemeinderat folgende Verteilung: 13 ÖVP, 7 SPÖ und 5 FPÖ.
- Mit den Gemeinderats- und Bürgermeisterwahlen in Oberösterreich 2015 hatte der Gemeinderat folgende Verteilung: 13 ÖVP, 8 FPÖ und 4 SPÖ.
- Mit den Gemeinderats- und Bürgermeisterwahlen in Oberösterreich 2021 hat der Gemeinderat folgende Verteilung: 14 ÖVP, 6 FPÖ und 5 SPÖ.[5]

### Bürgermeister
- 1876–1879 Andreas Froschauer
- 1912–1918 Ferdinand Froschauer
- 1924–1929 Anton Schmidbauer (Landbund)
- 1945 Canditus Graiff
- 1945–1962 Johann Froschauer
- 1962–1973 Josef Parzer
- 1973–1985 Johann Froschauer
- 1985–1986 Ferdinand Fasthuber
- 1986–2003 Franz Hamedinger (SPÖ)
- 2003–2015 Josef Gruber (ÖVP)
- seit 2015 Paul Freund (ÖVP)[6]

### Wappen
Blasonierung: „Zwischen blauen, gewellten Flanken in Silber ein roter Taufstein mit rotem, kielbogigem Deckel, oben besteckt mit einem goldenen Knauf und Kreuz.“
Die Gemeindefarben sind Blau-Weiß-Rot.
Das 1970 von der oberösterreichischen Landesregierung verliehene Gemeindewappen symbolisiert mit dem Taufstein als redendes Wappen den Ortsnamen. Die Wellen stehen für die Lage des Ortes an der Pram.

### Gemeindepartnerschaften
- Spitz an der Donau, Niederösterreich[8]

## Persönlichkeiten

### Söhne und Töchter der Gemeinde
- Ferdinand Froschauer (1865–1948), oberösterreichischer Landtagsabgeordneter (CSP) und Bürgermeister von Taufkirchen
- Anton Schmidbauer (1877–1964), oberösterreichischer Landtagsabgeordneter und Bürgermeister von Taufkirchen
- Hubert Wipplinger (1941–2004), Sozialdemokrat und Präsident der Arbeiterkammer Oberösterreich
- Karl Freund (* 1947), Landwirt, Politiker (ÖVP) und Abgeordneter zum Nationalrat

### Personen mit Beziehung zur Gemeinde
- Margret Bilger (1904–1971), österreichische Malerin, lebte seit 1939 in Taufkirchen an der Pram
- Hans Joachim Breustedt (1901–1984), deutscher Maler (Bauhaus), lebte seit 1953 in Taufkirchen an der Pram (Heirat mit Margret Bilger)
- Emmerich Doninger (1914–1964), Ordenspriester, Pädagoge, Künstler, verbrachte seine Kindheit in Taufkirchen an der Pram
- Peter Kubelka (* 1934), österreichischer Experimentalfilmer und Künstler, verbrachte seine Kindheit in Taufkirchen an der Pram
- Josef Mayer (1868–1940), österreichischer Politiker und Bürgermeister von Taufkirchen
- Lukas Weißhaidinger (* 1992), österreichischer Leichtathlet (Diskuswerfer), lebt in Taufkirchen an der Pram